# Stora Mysingen, Hälsingland
Stora Mysingen är en sjö i Ljusdals kommun i Hälsingland och ingår i Ljusnans huvudavrinningsområde. Sjön är 6,1 meter djup, har en yta på 0,146 kvadratkilometer och befinner sig 380,9 meter över havet.

## Delavrinningsområde
Stora Mysingen ingår i det delavrinningsområde (684845-148055) som SMHI kallar för Ovan 684426-148176. Medelhöjden är 420 meter över havet och ytan är 21,74 kvadratkilometer. Det finns inga avrinningsområden uppströms utan avrinningsområdet är högsta punkten. Vattendraget som avvattnar avrinningsområdet har biflödesordning 4, vilket innebär att vattnet flödar genom totalt 4 vattendrag innan det når havet efter 181 kilometer. Avrinningsområdet består mestadels av skog (76 procent) och sankmarker (16 procent). Avrinningsområdet har 0,14 kvadratkilometer vattenytor vilket ger det en sjöprocent på 0,7 procent.